# Erol Küçükbakırcı
Erol Küçükbakırcı (* 29. Januar 1945) ist ein ehemaliger türkischer Radrennfahrer.

## Sportliche Laufbahn
Küçükbakırcı war Straßenradsportler. Er war Teilnehmer der Olympischen Sommerspiele 1972 in München. Im olympischen Straßenrennen wurde er als 40. klassiert. Im Mannschaftszeitfahren kam der türkische Straßenvierer mit Mevlüt Bora, Erol Küçükbakırcı, Ali Hüryılmaz und Seyit Kırmızı auf den 24. Platz. Auch 1976 in Montréal trat er für sein Land bei den Olympischen Spielen an und belegte jeweils den 23. Platz im Zeitfahren und der Einerverfolgung auf der Bahn.
Bei den Mittelmeerspielen 1971 gewann er in der Mannschaftsverfolgung die Bronzemedaille. 1976 wurde er Zweiter in der Ägypten-Rundfahrt. Mit dem türkischen Straßenvierer gewann er die Bronzemedaille.